# زووچف
زووچف (به لاتین: Złoczew) یک شهر در لهستان است که در شهرستان شراتس واقع شده‌است.

## خصوصیات
زووچف ۱۳٫۸ کیلومترمربع مساحت و ۳٬۴۹۹ نفر جمعیت دارد.